# Leia maculosa
Leia maculosa är en tvåvingeart som först beskrevs av Gabriel Strobl 1900.  Leia maculosa ingår i släktet Leia och familjen svampmyggor. Inga underarter finns listade i Catalogue of Life.